# Messidor (opéra)
Pour les articles homonymes, voir Messidor (homonymie).
Personnages
- Gaspard, basse chantante
- Guillaume, ténor
- Mathias, baryton
- Véronique, mezzo-soprano ou soprano falcon
- Hélène, soprano
- Le Berger, ténor ou baryton
- Le Prêtre, basse

Messidor, ou L'Or de l'Ariège est un opéra en quatre actes d'Alfred Bruneau, sur un livret d'Émile Zola. Il est créé le 19 février 1897 à l'Opéra de Paris.
Très bien accueilli initialement, Messidor est affecté négativement par l'Affaire Dreyfus, qui se présente au moment de la création de l'opéra. En raison du soutien actif de Bruneau et de Zola pour Alfred Dreyfus durant son procès pour trahison, une grande partie du public français dénigra la musique du compositeur durant les années qui suivirent l'affaire. Messidor quitte l'affiche en avril 1897 après seulement treize représentations.
Les collaborations entre Bruneau et Zola, dont Messidor est la plus remarquable, sont considérées dans l'opéra comme une tentative d'alternative française face au vérisme italien.

## Distribution de la création
| Rôles                              | Voix              | Création, 19 février 1897 (Chef d'orchestre : Paul Taffanel) |
| ---------------------------------- | ----------------- | ------------------------------------------------------------ |
| Gaspard                            | Basse chantante   | Jean-Baptiste Noté                                           |
| Guillaume                          | Ténor             | Albert Alvarez                                               |
| Mathias, le cousin de Guillaume    | Baryton           | Francisque Delmas                                            |
| Véronique, la mère de Guillaume    | Mezzo-soprano     | Blanche Deschamps-Jéhin                                      |
| Hélène, la fille de Gaspard        | Soprano           | Lucy Berthet                                                 |
| Le Berger                          | Baryton           | Maurice-Arnold Renaud                                        |
| Le Prêtre                          | Ténor             | M. Gallois                                                   |
| Rôles du ballet La Légende de l'or | Danseuses.        | Danseuses.                                                   |
| La Reine                           | Julia Subra       | Julia Subra                                                  |
| L'Amante                           | Carlotta Zambelli | Carlotta Zambelli                                            |
| L'Or (mime)                        | Henriette Robin   | Henriette Robin                                              |

## Argument
Situé en Ariège, l'opéra raconte l'histoire d'un paysan avare, Gaspard, qui s'approprie une source aurifère, qui assurait auparavant le revenu agricole de toute la communauté. Sa fille, Hélène, et Guillaume, un jeune homme vertueux, tombent amoureux. Mais la mère de Guillaume, Véronique, accuse Gaspard du meurtre de son mari. En fin de compte, l'usine minière de Gaspard fait faillite, vérifiant la légende qui dit que l'or disparaîtra si le secret de la source est découvert, et Mathias, un cousin de Guillaume, tue Gaspard avant de se suicider en se jetant dans un ravin. La source étant libérée, la terre redevient féconde et Guillaume peut épouser Hélène.

## Principales représentations[2]
- Création le 19 février 1897 à l'Opéra de Paris.
- 10 février 1898 : Bruxelles, Théâtre Royal de la Monnaie.
- 15 janvier 1903 : Munich, Königliches Hof- und Nationaltheater
- 22 février 1917 : Paris, Académie Nationale de Musique[1]
- 28 avril 1917 : Opéra de Paris.
- 25/26 septembre 2009 Grand Amphithéâtre du Carla- Bayle "Ariège" Direction Artistique Ruben Velazquez DVD Extraits Youtube

## Discographie
Messidor, avec Jane Rolland, Charles Cambon, Louis Rialland, Yvonne Corcke, Lucien Lovano. Orchestre anonyme dirigé par Albert Wolff. Paris, 1948. 2 CD Malibran (www.malibran.com) MR 639.